# Pavlíčkův rodinný dům
Pavlíčkův rodinný dům v Brně byl postaven podle projektu architekta Bohuslava Fuchse v letech 1923–1924. Budova se nachází v katastrálním území Stránice č. p. 301 (Masarykova čtvrť), ulice Lerchova č. o. 9 / Mahenova č. o. 13.

## Historie a popis
Brněnský novinář a spisovatel Domin Pavlíček si nechal v rámci stavebního družstva Rodina postavit rodinný dům ve vznikající zástavbě Úřednické (dnes Masarykovy) čtvrti na Žlutém kopci. Družstvo Rodina vybudovalo mezi ulicemi Lerchovou, Mahenovou a Barvičovou kolonii zahradních vil stavěných podle stejného, nebo mírně upravovaného projektu Bohuslava Fuchse, pro nějž to byly jedny z prvních realizací po příchodu do Brna.
Pavlíčkův dům je charakteristický svojí sedlovou střechou, která postupně přechází do střechy válcové, kterou Fuchs použil po seznámení s tvorbou Adolfa Loose a jeho kýlovou střechou. Styl budovy v sobě zahrnuje znaky rondokubismu a holandského plasticismu. Výrazné je boční průčelí směrem do křižovatky Lerchovy a Mahenovy ulice, neboť vila původně stála samostatně. Vchod do jednopatrového domu je umístěn v tomto průčelí, v zadní části, a vede do centrální předsíně se schodištěm. Zvýšené přízemí dále obsahuje kuchyni se spíží, pokojík pro služebnou, WC, lodžii směrem do zahrady a dva pokoje. Rozmístění i funkce místností v prvním patře je shodné se spodním podlažím, jedinou výjimku představuje koupelna a komora, jež se nachází nad kuchyní a pokojem služebné.
Průčelí domu bylo 3. května 1958 zapsáno mezi kulturní památky.